# Johan Samuelsson (filolog)
Johan Samuelsson, född 18 juni 1869 i Hällefors socken, död 27 juni 1936 i Örebro, var en svensk klassisk filolog.
Johan Samuelsson var son till handelsföreståndaren Johan Erik Samuelsson. Efter mogenhetsexamen i Västerås 1891 inskrevs han samma år vid Uppsala universitet där han blev filosofie kandidat 1893, filosofie licentiat 1898 samt filosofie doktor och docent i klassiska språk 1899. Han tjänstgjorde som vikarie lektor i Uppsala 1900–1903 samt befordrades 1903 till lektor i latin och grekiska i Hudiksvall, varifrån han 1907 återbördades till Uppsala som lektor i samma ämnen vid Högre allmänna läroverket. Därutöver undervisade Samuelsson vid Fjellstedtska skolan 1907–1913 och vid Uppsala högre elementarläroverk för flickor 1913–1916, När han vid uppnådd pensionsålder 1934 frånträdde sin lärartjänst, erhöll han professors namn. Samuelsson var även medlem av 1918 års skolkommission. Samuelsson kombinerade ett vetenskapligt intresse och kunskap med pedagogiska färdigheter, något som gjorde honom till en uppskattad lärare. Till tidskriften Eranos bidrog han med värdefulla uppsatser, och han publicerade dessutom skarpsinniga textkritiska undersökningar i klassisk filologi som Studia in Valerium Flaccum (1890, doktorsavhandling), Ad Apollonium Rhodium adversaria (1902) och Ad Valerium Flaccum (1927).